# 去甲岩白菜素
去甲岩白菜素是一种有机化合物，分子式C13H14O9，属于一种三羟基苯甲酸糖苷，是没食子酸的C-葡萄糖苷，存在于短柄岩白菜（Bergenia stracheyi）等岩白菜属植物中。